# Academia Sueca
A Academia Sueca (em sueco:  Svenska Akademien;  PRONÚNCIA) foi fundada em 1786, pelo rei Gustavo III, com o objetivo de dignificar e promover a língua sueca, tendo por modelo a Academia Francesa. Aquele objectivo seria atingido através da atribuição de prémios literários - com destaque para o Prémio Nobel da Literatura - e da elaboração de obras de apoio à língua sueca - tais como o Dicionário da Academia Sueca (SAOB), o Vocabulário Ortográfico da Academia Sueca (SAOL), o Dicionário sueco (SO) e a Gramática da Academia Sueca.

A Academia Sueca está instalada no edifício da Bolsa de Estocolmo, juntamente com a Biblioteca Nobel e o Museu Nobel. É composta por 18 membros vitalícios, metade deles escritores, sendo o atual secretário interino o escritor Anders Olsson, após a demissão da secretária permanente Sara Danius. Entre as suas atribuições está premiar, anualmente, os vencedores do Prêmio Nobel de Literatura.

Gustavo III
Fundador da Academia Sueca

Ao longo de dois séculos de existência, a Academia Sueca conheceu a ascensão e o declínio financeiro. A sua principal fonte de rendimento vem das publicações de jornais. Após uma situação difícil, com a morte do rei Gustavo III em 1792, só em 1834 a Academia Sueca voltou a renascer, com a intervenção de Bernhard von Beskow, seu secretário. Em 1884, Carl David af Wirsén substitui Bernhard von Beskow, até 1913, ano em que Erik Axel Karlfeldt toma o lugar de secretário permanente, função que manteve até 1931. Este último modernizou a academia, dividindo-a em três grupos principais - Comité Financeiro, Comité da Linguagem e o Comité Nobel, e contribuiu para a eleição da primeira mulher - Selma Lagerlöf, em 1914.

## Membros atuais
Atualizado a 31 de outubro de 2023
As dezoito cadeiras da Academia Sueca: 
| Cadeira | Foto | Nome               | Nascimento | Eleição | Notas                                                                  |
| ------- | ---- | ------------------ | ---------- | ------- | ---------------------------------------------------------------------- |
| 1.      |      | Eric Runesson      | 1960       | 2018    | Jurista                                                                |
| 2.      |      | Bo Ralph           | 1945       | 1999    | Linguista                                                              |
| 3.      |      | David Håkansson    | 1978       | 2023    | Investigador linguístico, será empossada em dezembro de 2023           |
| 4.      |      | Anders Olsson      | 1949       | 2008    | Historiador literário e escritor                                       |
| 5.      |      | Ingrid Carlberg    | 1961       | 2020    | Escritora, jornalista                                                  |
| 6.      |      | Tomas Riad         | 1959       | 2011    | Linguista                                                              |
| 7.      |      | Åsa Wikforss       | 1961       | 2019    | Professora universitária de Filosofia                                  |
| 8.      |      | Jesper Svenbro     | 1944       | 2006    | Poeta e investigador literário                                         |
| 9.      |      | Ellen Mattson      | 1962       | 2019    | Escritora, crítica literária                                           |
| 10.     |      | Peter Englund      | 1957       | 2002    | Professor, secretário permanente (2009–2015), não participa desde 2018 |
| 11.     |      | Mats Malm          | 1964       | 2018    | Escritor, tradutor; secretário permanente (2019-)                      |
| 12.     |      | Per Wästberg       | 1933       | 1997    | Escritor                                                               |
| 13.     |      | Anne Swärd         | 1969       | 2019    | Escritora                                                              |
| 14.     |      | Steve Sem-Sandberg | 1958       | 2020    | Escritor, tradutor, crítico literário                                  |
| 15.     |      | Jila Mossaed       | 1948       | 2018    | Poeta; nascida no Irão                                                 |
| 16.     |      | Anna-Karin Palm    | 1960       | 2023    | Escritora, será empossada em dezembro de 2023                          |
| 17.     |      | Horace Engdahl     | 1948       | 1997    | Professor, secretário permanente (1999–2009)                           |
| 18.     |      | Tua Forsström      | 1947       | 2019    | Poeta                                                                  |

## Crises e controvérsias

### Crise de 2017-2018
Um escândalo sacudiu a Academia Sueca em 2017-2018, quando Jean-Claude Arnault, marido da academista Katarina Frostenson, foi publicamente acusado de graves assédios sexuais e divulgação ilícita de nomes de futuros premiados com o Prémio Nobel. Na sequência da crise, Katarina Frostenson foi expulsa da Academia, tendo isso suscitado que Peter Englund, Kjell Espmark e Klas Östergren abandonassem a sua participação nos trabalhos da Academia, e que Sara Danius abandonasse a sua cadeira e o cargo de secretária permanente. De acordo com as regras da Academia, são necessários 12 membros presentes para se proceder à eleição de um novo membro. Com a saída de Katarina Frostenson, Peter Englund, Kjell Espmark, Klas Östergren e Sara Danius, e o abandono de Lotta Lotass e Kerstin Ekman, a Academia caiu num impasse, pois contando apenas com 11 membros ativos, perdia a capacidade de eleger novos membros. O atual rei da Suécia - Carlos XVI Gustavo - anunciou a intenção de alterar as regras da Academia, instituídas pelo monarca fundador - Gustavo III, de forma a permitir a um membro abandonar a Academia por vontade própria, e além disso a considerar excluído um membro que não tenha participado durante 2 anos nos trabalhos da Academia. Mais um abandono, dá mais um abanão à Academia: A escritora Sara Stridsberg anunciou em 20 de abril a sua renúncia à cadeira na academia. Igualmente, veio a público que a princesa real Vitória teria sido vítima de assédio sexual pelo mesmo Jean-Claude Arnault em 2006 nos locais da Academia.